# SN 2002la
SN 2002la – supernowa odkryta 3 listopada 2002 roku w galaktyce A021745-0436. W momencie odkrycia miała maksymalną jasność 25,20m.